# Fibroadenom
Fíbroadenóm je adenom (nerakava sprememba žleznega tkiva), ki prizadene navadno dojke. Vsebuje tako žlezno epitelijsko tkivo kot stromalne komponente, značilno pa je, da ima mnogo strome. Fibroadenom dojke je najpogostejši benigni (nerakavi) tumor dojk in se najpogosteje pojavlja med 20. in 35. letom starosti. Kadar se pojavi pri dekletih v najstniških letih, govorimo o juvenilnem fibroadenomu; le-ta raste hitro in doseže večje velikosti, tako da včasih izpolni celo dojko.
Fibroadenomi se kažejo podobno kot rakave spremembe dojke, zato se za dokončno diagnozo priporoča ultrazvočni pregled in po potrebi vzorčenje tkiva ter ustrezna histopatološka preiskava. Za razliko od rakavih tumorjev so fibroadenomi načeloma lahko premični in imajo jasno opredeljene robove.

## Znaki in simptomi
Klinično se fibroadenomi kažejo kot zatrdline v dojki z naslednjimi značilnostmi:
- praviloma niso boleči,[1]
- na otip so trdi ali gumijasti,[1]
- so premakljivi,[1]
- pojavljajo se kot posamične kroglaste tvorbe z razmejenimi robovi.[1]

Fibroadenom raste počasi, vendar tudi tako lahko doseže velike dimenzije. Lahko se pojavlja posamično, v 10–20 % primerov pa se pojavlja multipla sprememba v eni dojki ali kot bilateralna sprememba v obeh dojkah.

## Vzrok
Vzrok nastanka fibroadenomov ni znan; gre za tako imenovano idiopatsko spremembo. Ker se pogosteje pojavlja v reproduktivnem življenjskem obdobju, se lahko poveča v času nosečnosti in zmanjša po menopavzi, je verjetno nastanek povezan s prisotnostjo ženskih spolnih hormonov.
Z zmanjšanjem tveganja za pojav fibroadenomov povezujejo prehrano, bogato s sadjem in zelenjavo, večje število porodov, manjšo uporabo peroralne kontracepcije in zmerno telesno dejavnost.

### Citologija
Histološko je to počasi rastoč fibroepitelni mešani tumor. V vzorcu, pridobljenem z debeloigelno biopsijo, so vidne številne stromalne celice; med stromalnim tkivom pa so navadno vidni sloji epitelijskih celic, navadno razvrščenih v rogovilastem ali satastem vzorcu.

### Makroskopske značilnosti
Fibrioadenomi so načeloma počasi rastoče tvvorbe in v okoli 90 % primerov so v premeru manjši od 3 cm. Vendar pa lahko zrastejo tudi v bistveno večje razsežnosti, zlasti pri mlajših ženskah. Je okrogle ali jajčaste oblike, na otip prožen, vozličast, z gladko površino. Ob prerezu je praviloma homogen in čvrst ter ima sivkasto ali kožno barvo.

### Mikroskopske značilnosti
Fibroadenom je nerakav tumor dojke, ki histološko sestoji iz dveh tipov tkiva, stromalnega in epitelijskega. Ta dva tipa tkiv sta lahko razvrščena v dva vzorca: intrakanalikularni fibroadenom sestoji iz nodulov fibroznega veziva, ki se invaginirajo v žlezna izvodila in jih stiskajo, perikanalikularni fibroadenom pa iz pomnoženih malih žleznih izvodil, obdanih s koncentričnimi trakovi fibroznega veziva. Bazalna lamina ostaja intaktna.
Fibroadenomi so v primerjavi z rakavimi tumorji manj ožiljeni.

## Molekularna patologija
V celicah fibroadenoma je v do 66 % prisotna mutacija eksona (ekson 2) gena MED12 (angl. mediator complex subunit 12). Mutacija je omejena na celice stromalne komponente.

## Diagnoza
Fibroadenom običajno diagnosticirajo s telesnim pregledom, ultrazvočno preiskavo ali mamografijo ter pogosto nato s pomočjo vzorca, pridobljenega z biopsijo. Sumljivi izvid slikovne diagnostične metode lahko namreč zahteva, da se za dokončno potrditev diagnoze opravi biopsija. Obstajajo tri biopsijske tehnike: tankoigelna biopsija, debeloigelna biopsija in kirurška biopsija; izbor metode je odvisen od značilnosti tumorja.
- Histologija fibroadenoma (barvanje HE). Slika prikazuje intrakanalikularno morfologijo (levo spodaj) in perikanalikularno histologijo (desno zgoraj).
- Fibroadenom – vzorec, pridobljen s tankoigelno biopsijo (barvanje po Giemsi ali DiffQuick). Slika prikazuje številne stromalne celice, ki jih obdajajo sloji metakromatskih epitelijskih celic.
- Fibroadenom – vzorec, pridobljen s tankoigelno biopsijo (barvanje po Papanicolaouu). Slika prikazuje sloj epitelijskih celic v značilnem rogovilastem vzorcu.
- Histopatološki prikaz fibroadenoma dojke (debeloigelna biopsija, barvanje HE).
- Histopatološki prikaz fibroadenoma dojke; proliferacija intralobularne strome, ki pritiska na epitelij, barvanje HE.
- Fibroadenom na ultrazvočnem posnetku.

## Zdravljenje
Fibroadenomi se lahko samoodsebno zmanjšajo, zato povečini zahtevajo le spremljanje, kar zajema redne zdravniške preglede. S spremljanjem zdravnik preveri, da se ne razrašča in da se ne pretvori v rakavo spremembo. Običajno so potrebni telesni pregledi na tri do šest mesecev in v nekaterih primerih slikovna diagnostika enkrat do dvakrat letno. Spremljanje običajno traja eno do dve leti. Možno je kirurško zdravljenje, zlasti večjih fibroadenomov, ki povzročajo izrazitejše simptome. Če je operacija potrebna, se fibroadenom izreže vključno s tankim robom zdravega tkiva. Izrez s tankim robom zdravega tkiva je pomemben, če se kasneje z mikroskopsko preiskavo izkaže, da v resnici gre za filoidni tumor.
Pogosto je igelna biopsija zanesljiva diagnostična metoda, zato se zdravnik lahko odloči, da filoadenoma ne bo kirurško odstranil, temveč da bo s telesnimi pregledi in mamografijo le spremljal njegovo potencialno rast. Stopnja rasti filoadenoma za do 16 % pri ženskah, mlajših od 50 let, in do 13 % pri ženskah, starejših od 50 let, se je izkazala za dovolj varno le ob nekirurškem zdravljenju in kliničnem spremljanju.
Nekateri fibroadenomi se odzovejo na zdravljenje z ormeloksifenom.
Fibroadenomi se po popolni kirurški odstranitvi ne ponovijo in ob delni ali nepopolni odstranitvi ne izkazujejo tveganja za pretvorbo v filoidni tumor.

### Neinvazivni kirurški posegi
Kot alternativa invazivnemu kirurškemu izrezu fibroadenoma obstaja več neinvazivnih posegov, med drugim radiofrekvenčna ablacija (RFA), krioablacijain perkutana mikrovalovna ablacija. Z uporabo naprednih slikovnoh metod se lahko s temi tehnikami odstranijo fibroadenomi, ne da bi bil potreben invazivni kirurški poseg, s čimer se lahko dosežejo boljši kozmetični izidi zdravljenja.

#### Krioablacija
Krioablacija lahko predstavlja varno, učinkovito in hkrati neinvazivno alternativo odstranitvi s pomočjo odprte operacije. Med krioablacijo se za usmerjanje sonde v lezijo v dojki uporablja ultrazvočno slikanje. Ko sonda doseže lezijo, se za uničenje nenormalnih celic uporabi skrajno nizka temperatura; odmrle celice fibroadenoma se nato sčasoma reabsorbirajo v tkivu.
Ameriško združenje kirurgov za dojke priporoča naslednja merila za primernost bolnice kot kandidatke za krioablazijo fibroadenoma:
1. Lezija mora biti vidna pri ultrazvočni preiskavi.
2. Diagnoza fibroadenoma mora biti histološko potrjena.
3. Lezija lahko meri v premeru največ 4 cm.

#### Visokointenzivni fokusirani ultrazvok
Visokointenzivni fokusirani ultrazvok (HIFU, angl. High Intensity Focused Ultrasound) je novejša tehnika zdravljenja rakavih in nerakavih tumorjev dojke in izkazuje obetavne rezultate glede popolne radiološki odstranitve tumorjev. Ultrazvočni snop se usmeri na ciljni predel dojke, kjer povzroči odmrtje tkiva in razgradnjo beljakovin, tako da poviša temperaturo ciljnega območja. Trenutno HIFU ni del uradnih protokolov za zdravljenje tumorjev dojke in za bolj razširjeno uporabo so potrebne nadaljnje raziskave.

## Epidemiologija
Fibroadenom dojke je najpogostejši benigni (nerakavi) tumor dojk. Fibroadenomi predstavljajo 50 %, pri ženskah, mlajših od 20 let, pa tudi do 75 % med vsemi tkivnimi vzorci sumljivih sprememb dojke. Pojavljajo se v vseh starostnih obdobjih, vendar je v primerjavi s cistami pogostejši pri mlajših ženskah med 25. in 35. letom starosti, lahko pa se pojavijo tudi v puberteti in v zgodnji mladosti, po 40. letu pa je redek. Pogosteje se pojavlja pri ženskah iz višjih socioekonomskih razredov ter pri ženskah s temneje obarvano kožo. Ni znanih genetskih dejavnikov, ki bi bili povezani z večjim tveganjem za njihov nastanek. Glede an podatke iz slovstva se pojavijo pri 7–13 % žensk.